# باولا لودفيج
باولا لودفيج (بالألمانية: Paula Ludwig) (ولدت في 5 يناير 1900 في فيلدكيرش - وماتت في 27 يناير 1974 في دارمشتات) هي أديبة ورسامة نمساوية.

## حياتها
ولدت باولا في ألتنشتات بالقرب من فيلدكيرش، وانتقلت في عامها التاسع إلى لينتس ثم إلى بريسلاو في عام 1914 ثم إلى ميونخ في 1918، حيث عملت نموذج تصوير وملقنة في مسرح الجيب. وبعد أن قضت أربع سنوات في ميونخ انتقلت إلى برلين في عام 1924، حيث بدأت علاقة حب وعمل مليئة بالشغف بالأديب إيفان جول Yvan Goll. وقد قامت كلير جول زوجته فيما بعد إحراق الرسائل التي تبادلها الاثنان أثناء علاقتهما.
وكان على صلة بالعديد من الأدباء منهم برتولت بريشت ويواخيم رينجلناتس وفالديمار بونزيلس ( مؤلف Biene Maja) وإريكا مان. ورغم أنها لم تضطهد عرقيا أو سياسيا فإنها عاشت منذ عام 1933 في إيرفالت في منطقة تيرول. وفي عام 1938 هربت بسبب تعاطفها مع اليهود الألمان وكانت مهددة من قبل النازيين، فهربت عبر سويسرا إلى فرنسا ثم إلى البرازيل في عام 1940. وظلت في ريو دي جانيرو وساو باولو تنقد نظام الحكم من عام 1940 حتى عام 1953.
وبعد عودتها إلى أوروبا عام 1953 عاشت في جوتسيس ثم في فيتسلار ودارمشتات حيث توفيت في عام 1974.
وقد حصلت على جائزة جيورج تراكل في عام 1962.

## من أعمالها
- المرآة السماوية 1927
- إلى الرب المظلم. قصيدة سنوية للحب 1932
- أحلام
- كتاب الحياة (سيرة ذاتية 1934)